# Simone Bellan
Simone Bellan (Palmanova, 8 febbraio 1996) è un cestista italiano.